# Абиетат натрия
Абиета́т на́трия (абиетиновоки́слый на́трий, химическая формула — C19H29COONa) — органическая натриевая соль абиетиновой кислоты.
При стандартных условий, абиетат натрия — это бесцветное (белое) твёрдое вещество, растворимое в воде.

## Физические свойства
Абиетат натрия образует бесцветное (белое) вещество (технический продукт — от светло-жёлтого до тёмно-коричневого цвета), растворяется в воде, однако плохо растворяется в органических растворителях.
Образует кислую соль состава: C19H29COONa • 3C19H29COOH.

## Химические свойства
Подвергается гидролизу в разбавленных водных растворах:
{\displaystyle {\mathsf {C_{19}H_{29}COONa+H_{2}O\ {\xrightarrow {}}\ C_{19}H_{29}COOH+Na^{+}+OH^{-}}}}

## Получение
Взаимодействие абиетиновой кислоты и гидроксида натрия:
{\displaystyle {\mathsf {NaOH+C_{19}H_{29}COOH\ {\xrightarrow {}}\ C_{19}H_{29}COONa+H_{2}O}}}

## Применение
- Дезинфицирующее средство в медицине;
- В мыловаренном производстве (канифольное мыло);
- Проклейка бумаги;
- Эмульгатор;
- В производстве сиккативов.